# Winn megye
Winn megye az Amerikai Egyesült Államokban, azon belül Louisiana államban található. Megyeszékhelye és legnagyobb városa Winnfield. Lakosainak száma 13 755 fő (2020. április 1.). Winn megye Jackson, Caldwell, La Salle, Grant, Natchitoches és Bienville megyékkel határos.

## Népesség
A megye népességének változása:
| Lakosok száma | 15 284 | 15 127 | 15 027 | 14 813 | 14 568 | 13 755 |
|               | 2010   | 2011   | 2012   | 2013   | 2015   | 2020   |